# 卡克盖纳
卡克盖纳（Kakgaina），是印度北方邦Bareilly县的一个城镇。总人口9691（2001年）。

## 人口
该地2001年总人口9691人，其中男性5112人，女性4579人；0—6岁人口1660人，其中男883人，女777人；识字率52.37%，其中男性为59.82%，女性为44.05%。